# Christine Lapp
Christine Lapp (* 14. Dezember 1962 in Wien) ist SPÖ-Politikerin und ehemalige Abgeordnete zum Nationalrat. Lapp lebt in einer Lebensgemeinschaft und ist Mutter zweier Söhne.

## Leben
Lapp trat 1983 der SPÖ bei und wurde bald Vorsitzende der Jugendorganisation der Partei in Simmering. Seit 1993 ist sie dort auch stellvertretende Vorsitzende der SPÖ. Von 1991 bis 2001 war sie Gemeinderätin und Landtagsabgeordnete in Wien mit dem Schwerpunkt auf Kinder, Jugend und Soziales. Ebenso war sie von 1995 bis 2001 Ausschussvorsitzende des Jugend- und Sozialausschusses in Wien. Lapp gehörte von 2001 bis 2013 als Abgeordnete dem österreichischen Nationalrat an und war von 2002 bis 2008 Behindertensprecherin des SPÖ-Parlamentsklubs, von 2008 bis 2013 übernahm sie die Funktion der Rechnungshofsprecherin. Ihre Schwerpunkte sind neben Kontrollthemen die Bereiche Soziales, Pflege und Betreuung. Seit 2007 ist sie Präsidentin der Wiener Sozialdienste, einer Wiener Trägerorganisation für Alten- und Pflegedienste. Zudem ist sie seit Mai 2009 Bundesvorstandsmitglied des Arbeiter-Samariter-Bundes und Vorstandsmitglied im Verein BIWAK-Kinderwohngemeinschaft Laaerberg.

## Bücher und Publikationen
- Quotenregelung zwischen Traum(a) und Wirklichkeit, Diplomarbeit Wien 1988. ÖNB-Signatur 1288943-C. NEU Mag
- Verliebt in Simmering. Geschichte der Sozialdemokratie in Simmering. Christine Lapp, Troch Harald. Verlag der SPÖ-Wien 1988. ÖNB-Signatur 1283939-B. 11 NEU Mag
- Favorit in Favoriten. Geschichte der Sozialdemokratie in Favoriten. Christine Lapp, Troch Harald. Verlag der SPÖ-Wien 1988. ÖNB-Signatur 1462404-B Neu Mag
- Johann Hatzl: 30 Jahre für die SPÖ Simmering. Christine Lapp, Roland Rudel. VWZ-Zeitschriftenverlag 2005. ÖNB-Signatur 1764571-B Neu Mag

## Auszeichnungen
- 2005: Großes Silbernes Ehrenzeichen für Verdienste um die Republik Österreich[1]
- 2014: Großes Goldenes Ehrenzeichen für Verdienste um die Republik Österreich